# بوريسلاف يوفانوفيتش
بوريسلاف يوفانوفيتش هو لاعب كرة قدم صربي في مركز قلب الدفاع، ولد في 16 أغسطس 1986 في سريمسكا ميتروفيتشا في صربيا. لعب مع إيرغوتيليس ونادي لاريسا.

## وصلات خارجية
- بوريسلاف يوفانوفيتش على موقع قاعدة بيانات كرة القدم.إي يو (الإنجليزية)
- بوريسلاف يوفانوفيتش على موقع Soccerway.com (الإنجليزية)
- بوريسلاف يوفانوفيتش على موقع عالم كرة القدم.نت (الإنجليزية)